# Suh Yun-bok
Suh Yun-bok (en coréen 서윤복), né le 9 janvier 1923 à Eunpyeong-gu (Séoul) et mort le 27 juin 2017 dans la même ville, est un athlète sud-coréen, spécialiste du marathon.

## Biographie
Le 19 avril 1947, Suh Yun-bok bat le record du monde du marathon en remportant le marathon de Boston en 2 h 25 min 39 s. Le précédent record était détenu par le propre entraîneur de Suh Yun-bok, Son Ki-chong (1935).
En 1948, Suh  Yun-bok court le marathon aux Jeux olympiques de Londres, avant de prendre sa retraite sportive l'année suivante.
Son record n'a été battu qu'en 1952, par le Britannique James Peters.